# Vicente Galarza
Vicente Galarza Santana [alias Andrés] (Buñol, 1918 - Paterna, 1 de agosto de 1947) fue un político comunista español, sargento durante la guerra civil española, maquis en la Resistencia francesa a la ocupación nazi y guerrillero antifranquista.
Al final de la Guerra Civil huyó a Francia, donde participó en la resistencia a la ocupación en la que tenía el rango de comandante de la brigada de la 88.ª División en Toulouse. Regresó a España en 1946, estableciéndose en Madrid donde se unió a Pedro Sanz Prades y constituyó la Federación de Agrupaciones Guerrilleras de la Zona Centro. En abril del mismo año constituyó, siguiendo instrucciones del Partido Comunista (PCE), la Agrupación guerrillera de Levante y Aragón, estableciéndose en la zona de Camarena de la Sierra, provincia de Teruel y cuyo ámbito de actuación fue la propia Teruel, sur de la provincia de Tarragona, una pequeña zona de la provincia de Guadalajara, Valencia y Castellón. Divididos en cuatro sectores, Galarza fue nombrado comandante y se estableció en la ciudad de Valencia bajo la apariencia de un representante de perfumes. En su casa de la calle Conde de Altea se imprimía la publicación clandestina El Guerrillero, algunos de cuyos números alcanzaron los 5000 ejemplares al mes y que eran distribuidos por las zonas urbanas.
Galarza fue detenido en su casa de Valencia el 20 de enero de 1947, juzgado en un consejo de guerra y condenado a muerte, siendo ejecutado en Paterna el 1 de agosto del mismo año. Le sucedió como jefe guerrillero en la zona de Levante por Ángel Fuertes Vidosa.